# Planaeschna bachmanensis
Planaeschna bachmanensis là loài chuồn chuồn trong họ Aeshnidae. Loài này được Karube mô tả khoa học đầu tiên năm 2004.